# Lord of the Dance
Lord of the Dance è un musical basato sulla tradizionale danza irlandese, famosa per i rapidi movimenti delle gambe mentre il corpo e le braccia vengono mantenuti per lo più fermi.
Lord of the Dance nasce da un'idea di Michael Flatley, già protagonista di Riverdance, show che aveva abbandonato per divergenze sulla produzione.

## Trama
La storia trae ispirazione essenzialmente dal folklore irlandese e da alcuni passi biblici e narra la lotta tra il protagonista eponimo e il malvagio Don Dorcha. Sullo sfondo la contesa fra Morrighan la tentatrice e Saorsie, lo spirito d'Irlanda, per l'amore del signore della danza.

## Numeri musicali

### Atto I
- Cry of the Celts
- Erin The Godness (Suil a Run)
- Celtic Dream
- The Warriors
- Gypsy
- Strings of Fire
- Breakout
- Warlords
- Erin The Godness
- The Lord of the Dance

### Atto II
- Spirit of the New World
- Dangerous Games
- Hell's Kitchen
- Spirit's Lament
- Fiery Nights
- The Lament
- Siamsa
- Erin The Godness (She Walks Through the Fair)
- Stolen Kiss
- Nightmare
- The Duel
- Victory
- Planet Ireland

## Produzione
Dopo circa sei mesi di preparazione, Lord of the Dance ha esordito presso il Point Theatre di Dublino il 27 giugno del 1996. Lo show ha avuto fino a 4 troupe impegnate in tutto il mondo. Nel tempo, diversi fra i più importanti danzatori si sono alternati nello show. Attualmente le troupe attive sono due, una concentrata sull'America ed una sull'Europa. Nel 2010 per un tour speciale (e per il lancio del DVD in 3D)  Flatley e Bernadette Flynn sono tornati eccezionalmente a calcare il palco dello spettacolo.

## Cast
- Lord of The Dance: Michael Flatley
- Saoirse: Bernadette Flynn
- Morrighan: Gillian Norris
- Don Dorcha: Daire Nolan
- Il piccolo spirito: Helen Egan
- Erin: Anne Buckley
- Violiniste: Máiréad Nesbitt e Cora Smyth

## Altri media
Nel 1998 e nel 2011 sono stati pubblicati due DVD relativi allo show.